# جون داغت هووكر
جون داغت هووكر (بالإنجليزية: John Daggett Hooker)‏ هو خبير بالمعادن وعالم فلك أمريكي، ولد في 1838، وتوفي في 1911.